# Iván Michurin

Busto de Iván Michurin en la Universidad de Moscú.

Iván Vladímirovich Michurin (en ruso, Иван Владимирович Мичурин; Vershina, cerca de Dólgoie, en Riazán; 27 de octubre de 1855 (15 de octubre según el antiguo calendario) - Michúrinsk, Óblast de Tambov; 7 de junio de 1935) fue un agrónomo soviético, miembro honorario de la Academia de Ciencias de la URSS y de la Academia Lenin de Ciencias Agrícolas (1935).

## Biografía
Iván Michurin era un simple obrero ferroviario apasionado por la botánica cuando en 1875 alquiló un pequeño trozo de tierra de 500 metros cuadrados no lejos de Tambov, donde empezó a coleccionar plantas y a iniciar sus investigaciones en selección artificial de frutales, especialmente manzanos.
En 1899 compró un terreno de 13 ha al que trasladó su colección de semillas. Entre 1905 a 1910 pidió en numerosas ocasiones al departamento de agricultura del gobierno del zar que le ayudara a desarrollar nuevas variedades de frutales para el bien del país, pero nunca recibió respuesta.

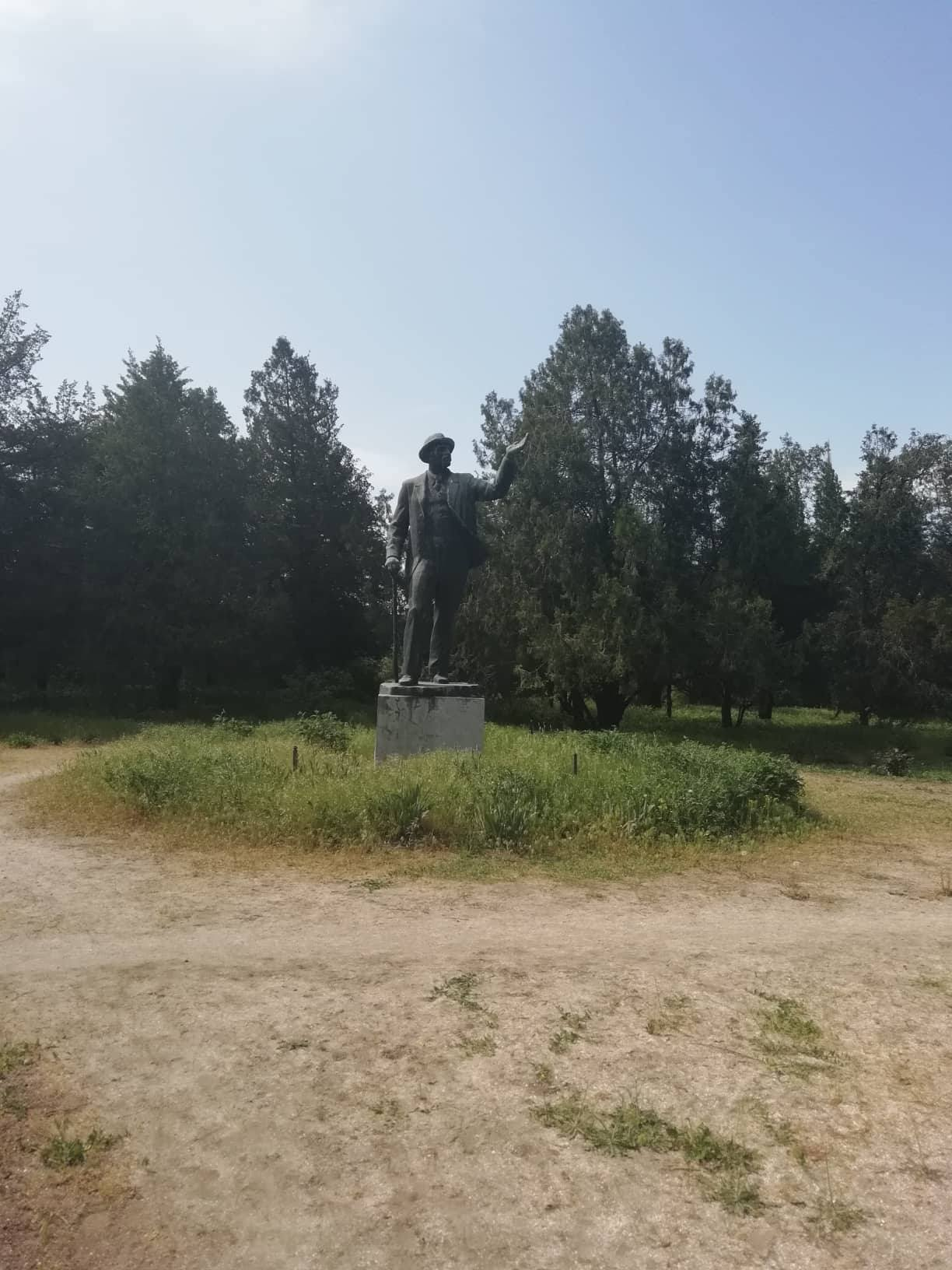

A pesar de su avanzada edad (tenía 62 años cuando en 1917 estalló la Revolución rusa), recibió el socialismo con alegría. Se puso a disposición del Comisariado del Pueblo (Ministerio) de Agricultura y en 1919 su sementera fue declarada propiedad del Estado.
El 11 de septiembre de 1922 por petición expresa de Lenin, Mijaíl Kalinin acudió a visitar a Michurin para supervisar sus trabajos de investigación.
El 20 de noviembre de 1923, el Consejo de Comisarios del Pueblo (Consejo de Ministros) declaró que la sementera de Michurin era una institución de interés público.
En 1928 la Unión Soviética creó un centro de investigación genética inspirado en el huerto de Michurin, que en 1934 pasó a llamarse Laboratorio Central de Genética de Michurin.
La URSS comenzó a cultivar híbridos de manzana, pera, cereza y serbal, difundiendo las técnicas de Michurin en los sovjoses y koljoses del país.
Michurin aportó una gran contribución al cultivo de manzanas siendo el primero en crear híbridos de uva, de  albaricoque y de otras plantas de zonas templadas a los climas fríos del norte. Durante toda su vida, Michurin creó más de 300 nuevas variedades de frutales.
En 1925, con ocasión del 50 aniversario de sus trabajos, recibió la Orden Bandera Roja del trabajo por el conjunto de su obra. El 7 de junio de 1931 también fue condecorado con la Orden de Lenin.
También Stalin reconoció la obra de Michurin rebautizando como Michúrinsk la ciudad de Kozlov, donde murió en 1935.

## La teoría michurinista
La teoría michuriniana es una crítica de las teorías genéticas de Mendel. De hecho, la teoría de Michurin sobre la influencia del ambiente sobre la herencia es una variante del lamarquismo. Michurin defendía que la naturaleza de las plantas y de todos los organismos vivos, comprendido el humano, dependía de su entorno y que éste era modificable. La naturaleza era productora y, a la vez, producto.

En general, la influencia de todos los factores exteriores sobre la estructura del organismo de los híbridos es tan poderosa que la mayor parte del tiempo domina sobre los factores de transmisión hereditaria de las cualidades y propiedades de las plantas originarias. En particular, esta influencia se ejerce fuertemente sobre la planta-madre cuando se forman en la estructura de los granos los embriones del futuro organismo híbrido obtenido, al principio de su etapa de desarrollo, favoreciendo ciertos caracteres hereditarios e impidiendo manifestarse a los demás. Casi siempre el mayor o menor éxito de una influencia de ese género depende únicamente del cruce de las plantas.

## La selección artificial
Iván Michurin fue uno de los creadores de las técnicas de selección artificial en la agricultura científica. Trabajó en el cruce de plantas de diferentes orígenes, en la evaluación y selección de las semillas y en la aceleración del proceso de selección por factores físicos y químicos. El método de cruce de plantas geográficamente alejadas de Michurin fue luego muy utilizada por otros seleccionadores.
Michurin también propuso soluciones para sobrepasar las barreras genéticas de incompatibilidad de hibridación, tales como la polinización de híbridos jóvenes después de su primera floración o la polinización con una mezcla de diferentes clases de polen.
Consideraba que la tarea de selección artificial consistía en ayudar a mejorar la selección natural. Su lema, famoso en la URSS, era: No podemos esperar los regalos de la naturaleza; nuestro deber es arrancárselos. Por este motivo, estuvo considerado en la URSS como el único discípulo auténtico de Darwin, junto con el biólogo K.A.Timiryázev y T.D.Lysenko.

## La genética michurinista
En su laboratorio de citogenética, Iván Michurin estudió la estructura de las células y llevó a cabo experimentos de poliploidia artificial. También analizó algunos aspectos de la herencia, su relación con el transcurso natural de la ontogénesis y las influencias externas, creando un nuevo concepto de dominancia, diferente del mendelista.
Trató de demostrar que la dominancia depende de la herencia, la ontogénesis y la filogénesis de la estructura inicial de las células, de las particularidades individuales de los híbridos y de las condiciones del cultivo.
Michurin también emprendió la posibilidad de modificar el genotipo bajo la influencia externa.

## El lysenkoísmo soviético
Fallecido Iván Michurin en 1935, sus teorías y experimentos fueron continuados por T.D.Lysenko. Esas ideas persistieron en la Unión Soviética hasta bien avanzada la década de 1960. No obstante, la influencia de las tesis genetistas de Weismann, Morgan y Mendel, hoy consideradas esencialmente correctas, se hizo sentir con fuerza cada vez mayor, y produjo el definitivo descrédito del lysenkoísmo.